# مزرعه حیوانات (فیلم ۱۹۹۹)
مزرعه حیوانات (انگلیسی: Animal Farm) یک فیلم تلویزیونی آمریکایی-بریتانیایی به کارگردانی جان استفنسون و محصول سال ۱۹۹۹ میلادی است.
این فیلم که از شبکه کابلی تی‌ان‌تی پخش شد، اقتباسی از کتاب مزرعه حیوانات نوشته جورج اورول است.

## موضوع فیلم
شبی در یک مزرعه، خوکی به نام میجر پیر، حیوانات را جمع کرده و از ظلمی که انسان بر حیوانات روا داشته برای آنان سخن می‌گوید و حیوانات را به شورش علیه انسان دعوت می‌کند.